# ピエール＝ジョルジュ・ジャンニオ
ピエール＝ジョルジュ・ジャンニオ（Pierre-Georges Jeanniot、1848年7月2日 - 1934年1月9日）は、フランスの画家、イラストレーター、版画家である。多くの雑誌や書籍の挿絵を描いた。

## 略歴
スイス、ジュネーヴ州のプランパレ(Plainpalais)で生まれた。父親のピエール＝アレクサンドル・ジャンニオ(Pierre-Alexandre Jeanniot: 1826–1892)は風景画家で、フランス、ディジョンの国立高等美術学校の校長を長く務めた人物である。父親から美術を学ぶが、軍人の道に進み、1866年にサン・シール陸軍士官学校に入学し、歩兵部隊の将校に任官し、普仏戦争にも参加した。軍務についている間も、絵を描き、1872年のパリのサロンに水彩画を出展した。軍人として昇進し、1881年に大佐に昇任することになった時に退役し、画家に専念することにした。
軍人を退役した頃は戦争画を主に描いたが、1882年からはパリに住んで、数年後から、パリに住む人々の生活を描くようになった。パリではエドゥアール・マネやピエール・ピュヴィス・ド・シャヴァンヌ、ジャン＝ルイ・フォラン、ポール・セザール・エリュー、エドガー・ドガといった画家と知り合い、特にジャンニオはドガを尊敬し、親しく交流した。これらのメンバーが1890年に国民美術協会の再建の中心メンバーとなると、国民美術協会の展覧会に多くの作品を出展した。
1879年に創刊された文芸雑誌「ラ・ヴィ・モデルヌ」に、評論家のテオドール・ド・バンヴィルや作家のアルフォンス・ドーデ、画家のジュゼッペ・デ・ニッティスらとともに初期に仕事を依頼された一人であり、後に、風刺雑誌「ル・リール」や新聞「エコー・ド・パリ」などにも挿絵を描き、新聞「Journal amusant」の美術監督も務めた。
1908年にレジオンドヌール勲章（シュヴァリエ）を受勲した。

## 作品

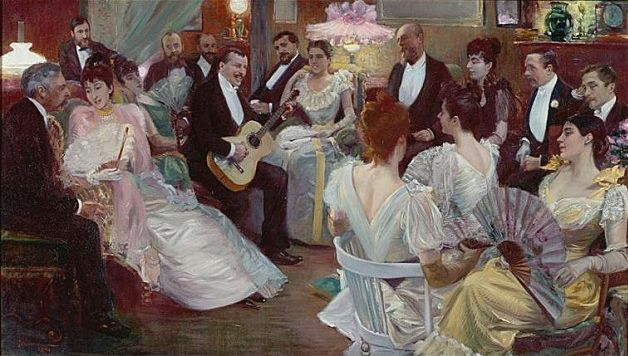
マドレーヌ・ルメール夫人の居間で歌うジベール
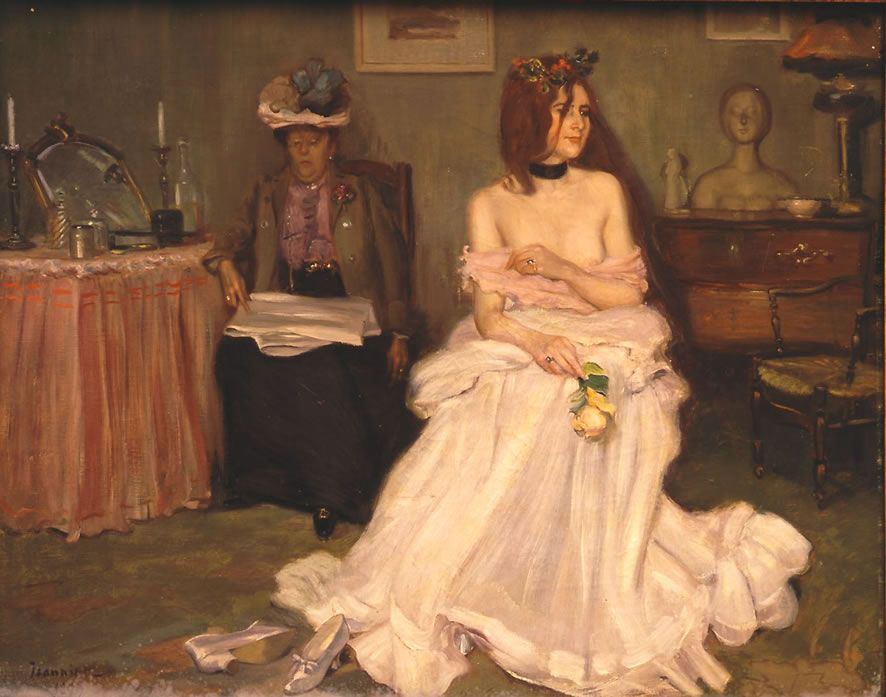
La folle
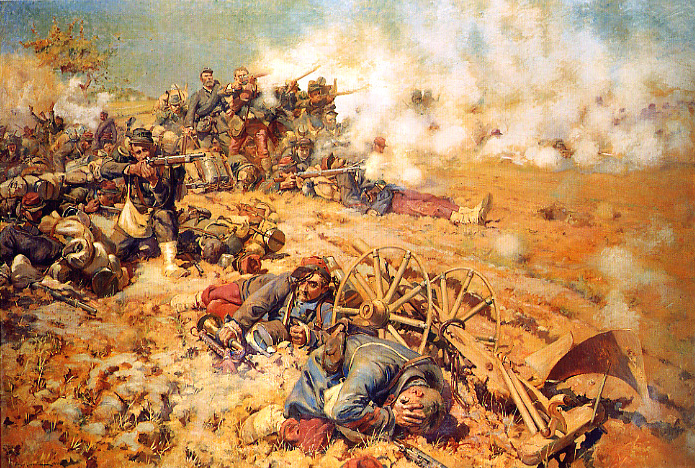
普仏戦争の場面

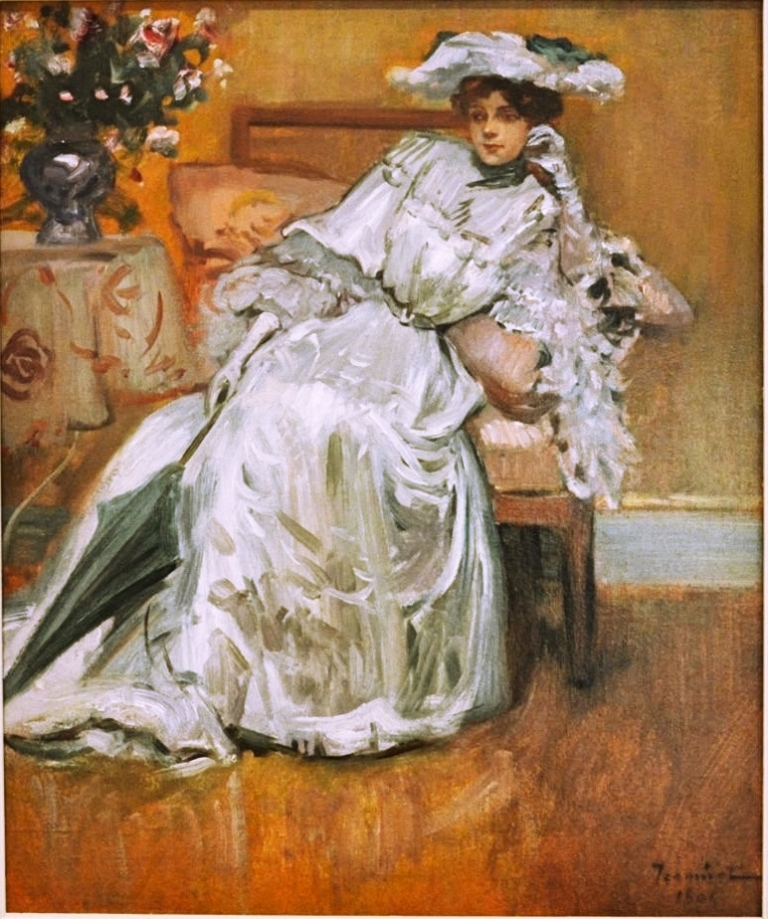
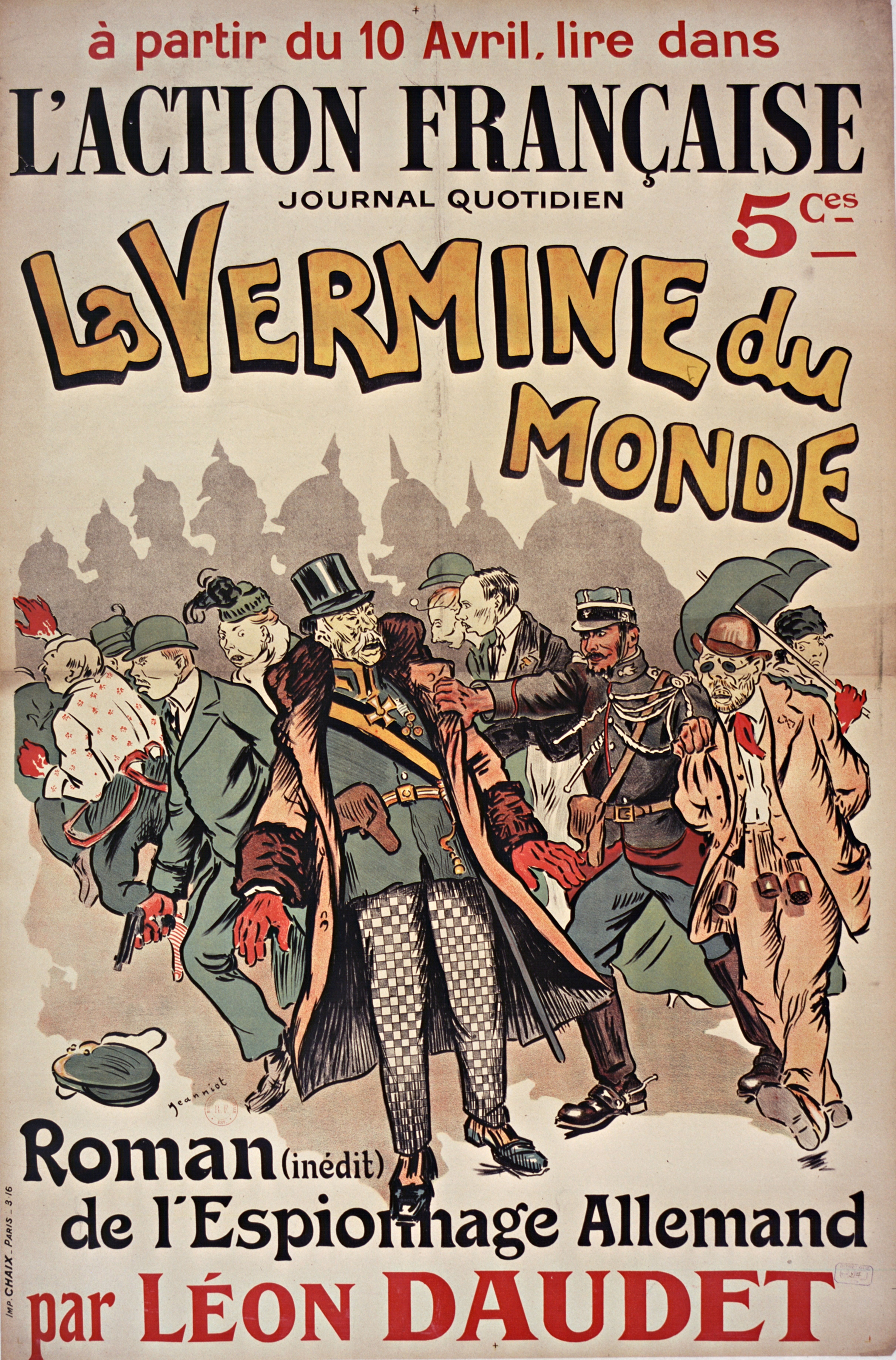
雑誌の広告ポスター
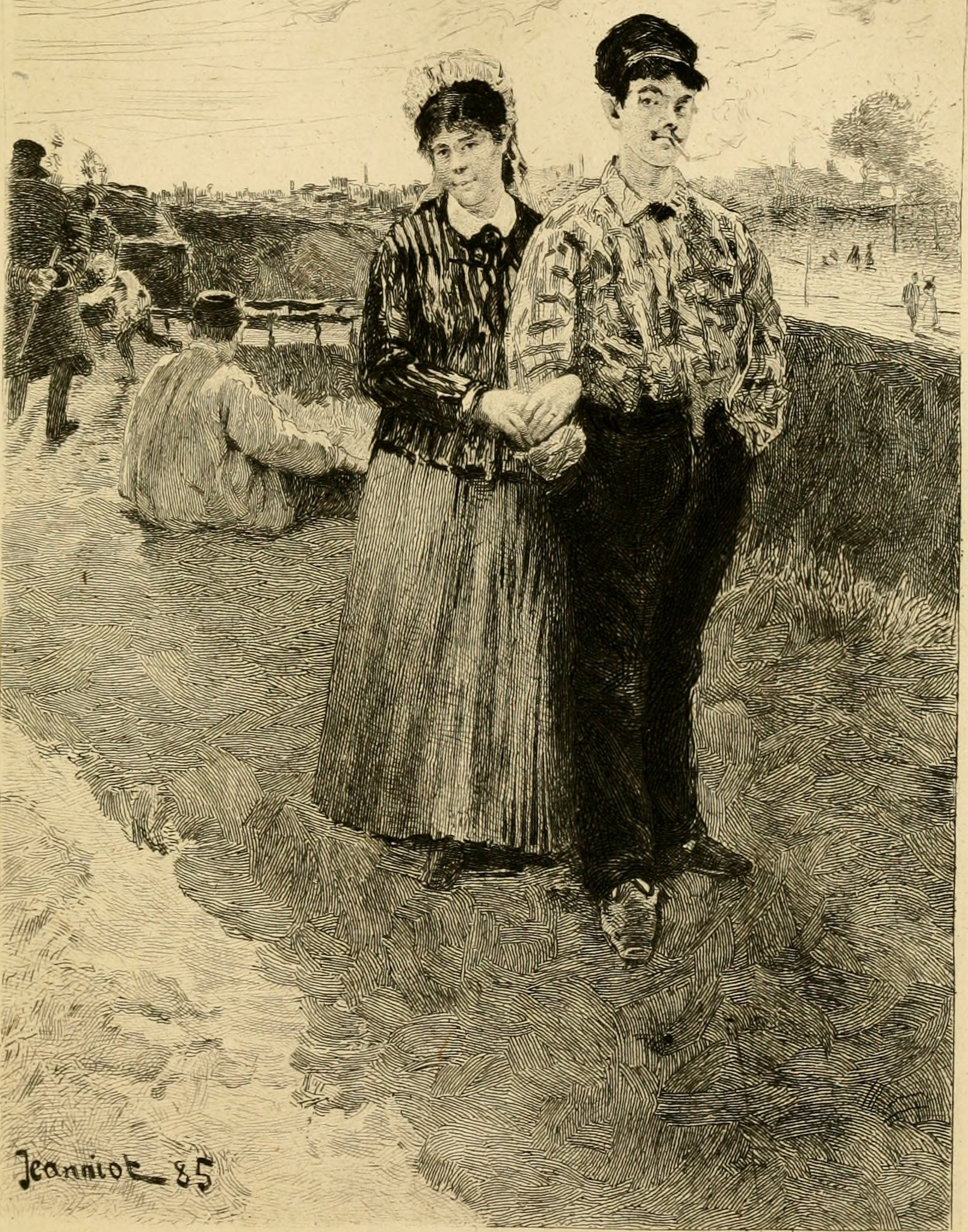
書籍挿絵
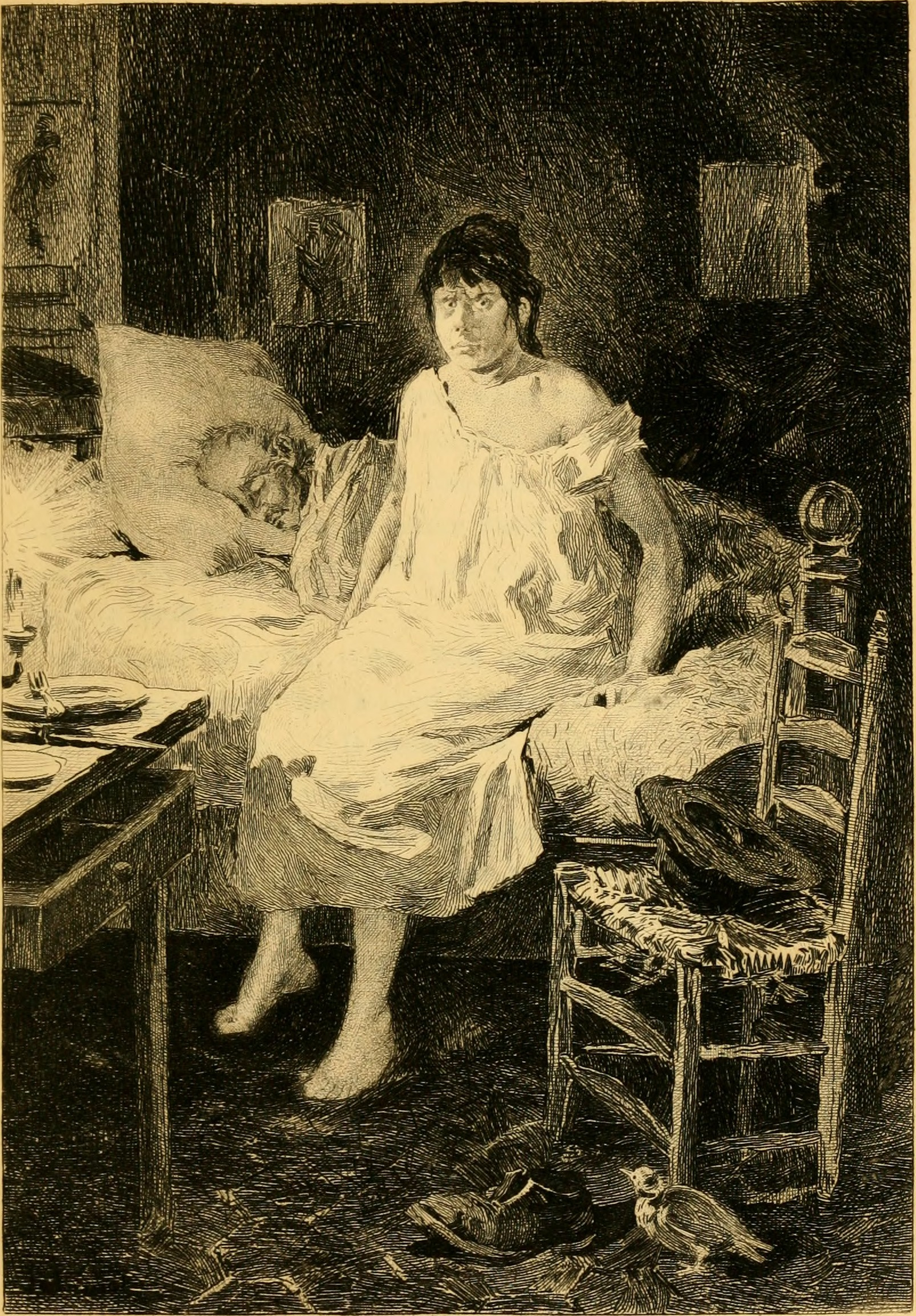
書籍挿絵